# Konwaliowate
Konwaliowate (Convallariaceae Horan.) – rodzina roślin z rzędu szparagowców według systemu Reveala (1994-1999) i plemię Convallarieae w obrębie rodziny myszopłochowatych Ruscaceae według Angiosperm Phylogeny Website (2001...). W dawniejszych klasyfikacjach (np. system Cronquista 1981) gatunki tworzące tę grupę zaliczane były do rodziny liliowatych Liliaceae.

## Systematyka
Pozycja rodzaju w systemie APG II (2003) i APweb (2001...)
Klad okrytonasienne, klad jednoliścienne (monocots), rząd szparagowce (Asparagales), rodzina myszopłochowate (Ruscaceae), plemię Convallarieae.
Pozycja rodziny w systemie Reveala (1994-1999)
Gromada okrytonasienne (Magnoliophyta Cronquist), podgromada Magnoliophytina Frohne & U. Jensen ex Reveal, klasa jednoliścienne (Liliopsida Brongn.),podklasa liliowe (Liliidae J.H. Schaffn.), nadrząd Lilianae Takht. rząd szparagowce (Asparagales Bromhead), rodzina konwaliowate (Convallariaceae Horan.).
Wykaz rodzajów według Reveala
- Aspidistra Ker Gawl. (syn. Antherolophus Gagnep., Colania Gagnep.) – aspidistra
- Clintonia Raf.
- Convallaria L. – konwalia
- Disporopsis Hance
- Disporum Salisb. ex D.Don
- Gonioscypha Baker
- Kuntheria Conran & Clifford
- Liriope Lour.
- Maianthemum F.H. Wigg. (syn. Oligobotrya Baker, Smilacina Desf.) – konwalijka
- Polygonatum Mill. – kokoryczka
- Reineckea Kunth
- Rohdea Roth
- Schelhammera R.Br. (syn. Kreysigia Rchb.)
- Speirantha Baker
- Streptopus Michx. – liczydło
- Theropogon Maxim.
- Tricalistra Ridl.
- Tripladenia D.Don
- Tupistra Ker Gawl. (syn. Campylandra Baker)